# Callian (Gers)
Callian település Franciaországban, Gers megyében. Lakosainak száma 53 fő (2022. január 1.). Callian Bassoues, Castelnau-d’Anglès, Cazaux-d’Anglès és Peyrusse-Grande községekkel határos.

## Népesség
A település népességének változása:
| Lakosok száma | 78   | 60   | 59   | 51   | 43   | 43   | 47   | 49   | 50   | 53   |
|               | 1968 | 1982 | 1990 | 2006 | 2013 | 2015 | 2017 | 2019 | 2020 | 2022 |